# Hara koladynensis
Hara koladynensis är en fiskart som beskrevs av Anganthoibi och Vishwanath 2009. Hara koladynensis ingår i släktet Hara och familjen Erethistidae. IUCN kategoriserar arten globalt som otillräckligt studerad. Inga underarter finns listade i Catalogue of Life.